# Boarmia novaria
Boarmia novaria är en fjärilsart som beskrevs av Walker 1860. Boarmia novaria ingår i släktet Boarmia och familjen mätare. Inga underarter finns listade i Catalogue of Life.